# 万善石桥
万善石桥，位于中国吉林省扶余县长春岭镇内，为一个省级文物保护单位，类型为近现代建筑，公布时间为2007年5月31日。该文物保护单位由扶余县博物馆管理。
万善石桥的历史年代为民国。